# Parafia św. Heleny w Chicago
Parafia św. Heleny w Chicago (ang. St. Helen's Parish) – parafia rzymskokatolicka położona w Chicago w stanie Illinois, Stany Zjednoczone.
Jest ona wieloetniczną parafią w północno-zachodniej dzielnicy Chicago, z mszą św. w j. polskim dla polskich imigrantów.
Parafia została poświęcona św. Helenie.

## Szkoły
- St. Helen School